# Гнутово
Гнутово (укр. Гнутове) — село в Сартанской поселковой общине Мариупольского района Донецкой области Украины. Находится в 22 км к северо-востоку от центра Мариуполя и в 3 км от посёлка Талаковки, на трассе «Мариуполь — Павлополь». С 28 февраля 2022 года оккупировано Россией.
Почтовый индекс — 87594. Телефонный код — 629. В селе расположены дачные и огородные кооперативы.

## Население
Численность населения
| Год  | Количество жителей |
| ---- | ------------------ |
| 1873 | 179                |
| 1989 | 665                |
| 2001 | 813                |
| 2011 | 699                |

В 2001 году родным языком считали:
- русский язык — 732 чел. (90,04 %)
- украинский язык — 81 чел. (9,96 %)

## Адрес местного совета
87594, Донецкая область, Мариупольский горсовет, пгт Талаковка, ул. Центральная, 235, тел. 38-94-16[обновить данные]